# AOK-Gebäude (Borgfelde)

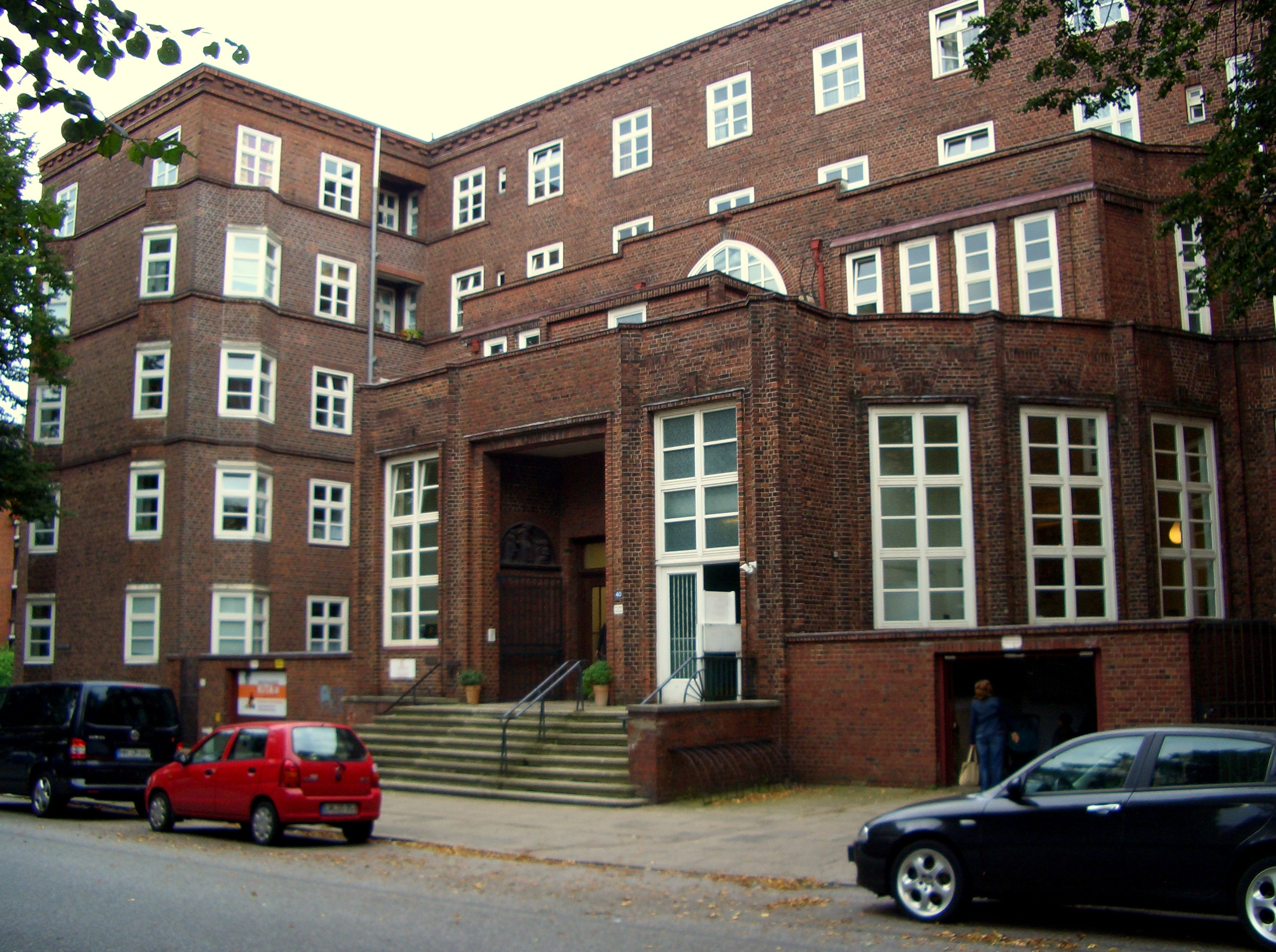
Eingangsrotunde

Das AOK-Gebäude im Hamburger Stadtteil Borgfelde wurde 1924–1925 erbaut und steht unter Denkmalschutz.

## Bauwerk und Lage

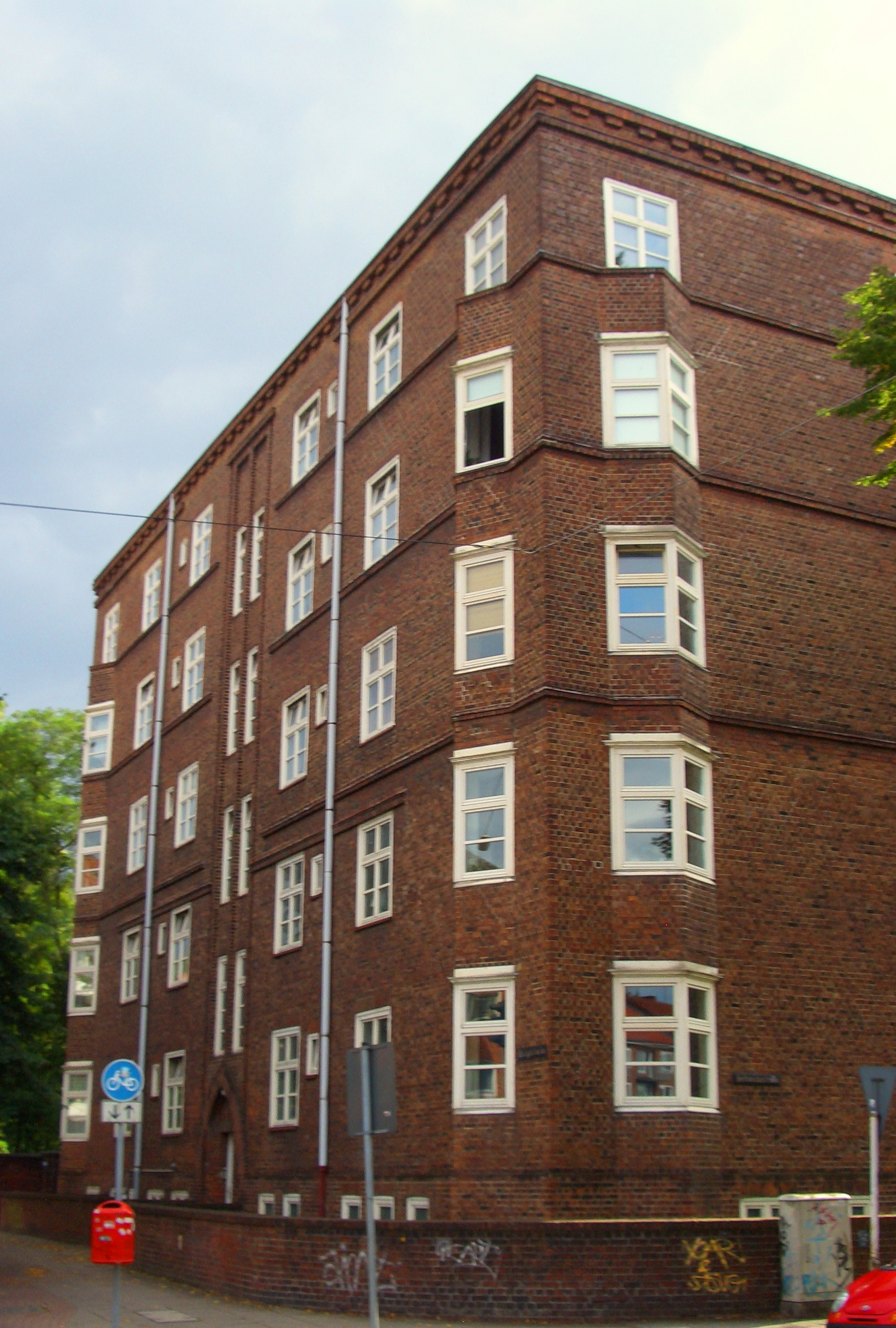
Ostflügel

Die Pläne für das mit Klinkern verkleidete Gebäude im Stil des Backsteinexpressionismus stammen von den Hamburger Architekten Hermann Distel & August Grubitz.
Die drei Gebäudeflügel des fünfgeschossigen Hauses sind so angeordnet, dass sich ein H-förmiger Grundriss ergibt. Dem mittleren Flügel ist ein zweigeschossiger halbovaler Eingangspavillon vorgelagert, das zweite Geschoss ist etwas zurückgesetzt. Im Erdgeschoss wird dieser Gebäudeteil durch im Querschnitt dreieckige Lisenen gegliedert. Acht Stufen führen zum Eingang, der etwas über Straßenniveau liegt. Dem Eingangspavillon entspricht auf der Rückseite des Hauses ein ähnlicher halbovaler – dort eingeschossiger – Gebäudeteil.
Die Seitenflügel sind durch separate, als Spitzbogen gestaltete Eingänge zugänglich – dieses Motiv wiederholt sich in einem großen, oben spitz zulaufendem Fenster über dem Eingang. Dreieckige Erker, die sich bis zum vierten Geschoss erstrecken, schmücken die Seitenflügel, deren Stockwerke teilweise durch Gesimse getrennt sind, wodurch das Bauwerk eine akzentuierte horizontale Gliederung erhält.
Zwei Reliefs im Eingang versinnbildlichen die Sorge für die Jugend und die Sorge für das Alter; sie stammen von dem Hamburger Bildhauer Ludwig Kunstmann.
Das AOK-Gebäude in Borgfelde steht auf dem Eckgrundstück Bethesdastraße / Burgstraße. An seiner Westseite schließt sich die Straßenfront der Bethesdastraße an, im Süden der Hof der Schule Burgstraße.

## Geschichte

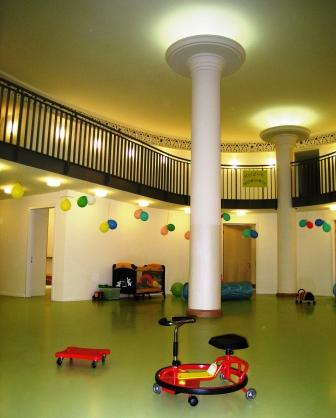
Kindertagesstätte im Gebäude

Das AOK-Gebäude in Hamburg-Borgfelde wurde 1924–1925 erbaut. Der größte Teil des Gebäudes war für Wohnzwecke vorgesehen. Im Erdgeschoss der Eingangsrotunde befand sich eine Geschäftsstelle der AOK Hamburg mit Kundenschaltern. Im ersten Obergeschoss waren Untersuchungs- und Behandlungsräume untergebracht.
Im Zweiten Weltkrieg wurde das Gebäude beschädigt, anders als der überwiegende Teil der Vorkriegsgebäude in Borgfelde konnte es instand gesetzt werden. Das ursprüngliche Walmdach wurde beim Wiederaufbau durch ein Flachdach ersetzt. Die ehemalige Kassenhalle stand seit Mitte der 1990er Jahre leer, bis dort im 2009 eine Kindertagesstätte der Pestalozzi-Stiftung Hamburg eingerichtet wurde. Neben dieser Einrichtung unterhält die Pestalozzi-Stiftung Hamburg dort seit 2014 eine offene Begegnungsstätte für Menschen mit einer psychischen Erkrankung im Rahmen der Ambulanten Sozialpsychiatrie (ASP).